# Березневі іди (роман)
Березневі іди (англ. The Ides of March) — роман у листах американського письменника Торнтона Уайлдера, опублікований в 1948. Це, за словами автора, «фантазія про деякі події та персонажів останніх днів Римської республіки. Відтворення справжньої історії не було першорядним завданням цього твору». Роман розповідає про події, кульмінацією яких стало вбивство Юлія Цезаря (в березневі іди 44 до н. е.)
Роман розділений на чотири книги, кожна з яких починається раніше і закінчується пізніше за попередню. Усі наведені у романі документи вигадані, крім віршів Катулла і заключного абзацу Светония. Проте багато описаних подій є історичними — наприклад, візит Клеопатри до Риму.

## Основні персонажі роману
Імена, відносини та події викладені так, як вони описані у романі, і не завжди є історично достовірними.
- Гай Юлій Цезар - диктатор Риму;
- Луцій Мамілій Туррін - друг Цезаря, який після поранення живе в провінції; багато хто пише йому, але він ніколи не відповідає;
- Клодія Пульхра - зла, але надзвичайно розумна і приваблива жінка, посміховисько римського суспільства; вона живе скандальним життям;
- Публій Клодій Пульхр - її брат-розбійник; він відіграє незначну роль;
- Цицерон - оратор, державний діяч, політичний теоретик, адвокат та філософ;
- Юлія Марція - тітка Цезаря;
- Помпея - друга дружина Цезаря;
- Корнелій Непот - біограф та історик;
- Катулл - поет, закоханий у Клодію ; вірші Катулла, наведені у романі, є справжніми;
- Клеопатра - цариця Єгипту та коханка Цезаря;
- Кіферіда - актриса простого походження, якою захоплюється Цезар; вона «переробила» Марка Антонія та була його коханою протягом 15 років;
- Марк Антоній - спочатку коханий Кіферіди, потім він зустрічає та закохується в Клеопатру;
- Марк Порцій Катон - знаменитий стоїк, який прославився своєю прямотою, лідер опозиції диктату Цезаря;
- Сервілія - колишня коханка Цезаря, єдиноутробна сестра Катона, мати Брута;
- Брут - найвідоміший із вбивць Цезаря, племінник Катона;
- Порція - дружина Брута та дочка Катона;
- Кальпурнія - третя дружина Цезаря;
- Светоній - видатний римський біограф та історик, його розповідь про вбивство Цезаря укладає роман.